# Guillermo Campra
Guillermo Campra, all'anagrafe Guillermo Martín Campra Elizalde (Barcellona, 11 marzo 1997), è un attore spagnolo.

## Biografia
Guillermo Campra è nato l'11 marzo 1997 a Barcellona (Spagna), da madre Patricia Elizalde Ameriso; è il fratello maggiore dell'attrice Carla Campra. Durante la sua infanzia si è trasferito a Boadilla del Monte con la sua famiglia.

## Carriera
Guillermo Campra ha iniziato la sua carriera giovanissimo facendo spot televisivi. Nel 2007 ha ottenuto il ruolo principale nel suo primo film Carlito alla conquista di un sogno (Carlitos y el campo de los sueños) dove interpreta Carlitos, un bambino orfano che vive in un orfanotrofio e il cui sogno è diventare un calciatore professionista. Il film ha ricevuto diversi riconoscimenti, tra cui il Best Picture Award e il Audience Award al Giffoni Film Festival, nella categoria Elements +6.
Un anno dopo, nel 2008, è apparso in diversi episodi della serie El internado, ricoprendo il ruolo di Samuel Espí per i flashback occasionali sulla sua infanzia. Successivamente ha registrato il suo primo cortometraggio, Divina Justicia.
Nel 2009 il ruolo che lo avrebbe reso più popolare come attore sarebbe arrivato con la popolare serie televisiva Águila Roja, dove interpreta Alonso de Montalvo, figlio di Águila Roja. A parte la serie, nel 2009 è apparso in quello che sarebbe stato il suo secondo cortometraggio, Sin Cobertura. Nel 2010 è stato predicatore del Carnevale di El Tiemblo (Ávila), una città dove vengono girate molte delle scene in esterni di Águila Roja.
Nel 2011, Águila Roja ha fatto il salto sul grande schermo con Águila Roja, la película. La rivista Fotogramas ha sottolineato nel 2011 che, avendo meno di sedici anni, sia Guillermo che vari altri attori e attrici bambini non possono essere candidati ai Premi Goya, in nessuna delle loro categorie.
Nel 2018 e nel 2019 ha preso parte al cast della serie Bajo la Red, nel ruolo di Joel. Nel 2019 ha ricoperto il ruolo di Lu nella serie Boca Norte, quello di Héctor nella serie Neverfilms, quello di Segu nella serie Terror.app e quello di Pablo Rosa nella miniserie Circular. L'anno successivo, nel 2020, ha interpretato il ruolo Damiano Vizcaino nella serie Gli orologi del diavolo e quello di Eloy nella serie Madri - Una vita d'amore (Madres. Amor y vida). Nel 2021 ha recitato nella serie Libertad. L'anno successivo, nel 2022, ha ottenuto il ruolo di İlker nella serie Crossfire e quello di Hugo Múler nella serie Élite. Nel 2023 ha ricoperto il ruolo di Streamer Mr. Clown nella serie Express.

## Filmografia

### Cinema
- Carlito alla conquista di un sogno (Carlitos y el campo de los sueños), regia di Jesús del Cerro (2008)
- Águila Roja, la película, regia di José Ramón Ayerra (2011)

### Televisione
- El internado – serie TV, negli episodi La noche del fuego (2008), La maldición (2008) e El hombre del saco (2009)
- Águila Roja – serie TV, 104 episodi (2009-2013)
- Aída – serie TV, nell'episodio 2001 Odisea en el desahucio (2012)
- Videópatas – serie TV, 1 episodio (2014)
- iFamily – serie TV, 1 episodio (2017)
- Centro médico – serie TV, 1 episodio (2018)
- Bajo la Red – serie TV, 13 episodi (2018-2019)
- Boca Norte – serie TV, 6 episodi (2019)
- Neverfilms – serie TV, 20 episodi (2019)
- Terror.app – serie TV, 1 episodio (2019)
- Circular – serie TV, 5 episodi (2019)
- Gli orologi del diavolo, regia di Alessandro Angelini – miniserie TV, episodi 1x03-1x08 (2020)
- Madri - Una vita d'amore (Madres. Amor y vida) – serie TV, 5 episodi (2020)
- Libertad – serie TV, 2 episodi (2021)
- Crossfire – miniserie TV, 3 episodi (2022)
- Élite – serie TV, 10 episodi (2022)
- Express – serie TV, 1 episodio (2023)

### Cartometraggi
- Divina Justicia (2008)
- Sin Cobertura, regia di Iñaki Ibisate (2009)
- Solo, regia di Gregory Brossard (2014)
- Calladita, regia di Miguel Faus (2020)

## Doppiatori italiani
Nelle versioni in italiano dei suoi film e delle sue serie TV, Guillermo Campra è stato doppiato da:
- Thomas Rizzo[13] in Élite[14]

## Riconoscimenti
- Festival de Televisión y Cine Histórico del Reino de León
  - 2009: Vincitore come Miglior nuovo attore[15]

- Festival Internacional de Cine Infantil Santo Domingo
  - 2009: Vincitore come Miglior attore[16]

- Young Artist Award
  - 2012: Candidato come Miglior giovane attore in un lungometraggio Internazionale[17]